# Point of Inquiry

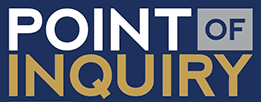
Logo de Point of Inquiry.

Point of Inquiry est une émission de radio et un podcast du Center for Inquiry, un think tank faisant la promotion des sciences, de la raison et des valeurs séculaires.
Débuté en 2005, Point of Inquiry a rassemblé de plus en plus d'auditeurs, podcasts après podcasts. La radio a d'abord été animée par D.J. Grothe, qui a quitté l'animation en 2009 pour mener la James Randi Educational Foundation. Il a été remplacé par le journaliste Chris Mooney (en), Karen Stollznow, et Robert M. Price.